# یوزفوو (گمینا زاجم)
یوزفوو (به لهستانی:  Józefów) یک روستا در لهستان است که در گمینا زاجم واقع شده‌است.